# Parapophylia
Parapophylia là một chi bọ cánh cứng trong họ Chrysomelidae.
Chi này được miêu tả khoa học năm 1922 bởi Laboissiere.

## Các loài
Các loài trong chi này gồm:
- Parapophylia cordicollis Laboissiere, 1924
- Parapophylia laeviuscula Laboissiere, 1922